# Кота (Япония)
Кота (яп. 幸田町 Ко:та-тё:) — посёлок в Японии, находящийся в уезде Нуката префектуры Айти. Площадь посёлка составляет 56,78 км², население — 39 474 человека (1 июня 2014), плотность населения — 695,21 чел./км².

## Географическое положение
Посёлок расположен на острове Хонсю в префектуре Айти региона Тюбу. С ним граничат города Окадзаки, Нисио, Гамагори и посёлки Кира, Хадзу.

## Население
Население посёлка составляет 39 474 человека (1 июня 2014), а плотность — 695,21 чел./км². Изменение численности населения с 1980 по 2005 годы:
| 1980 | 26 163 чел. |  |
| 1985 | 28 591 чел. |  |
| 1990 | 31 004 чел. |  |
| 1995 | 32 711 чел. |  |
| 2000 | 33 408 чел. |  |
| 2005 | 35 596 чел. |  |

## Символика
Деревом посёлка считается Prunus jamasakura, цветком — камелия.